# 류방헌
류방헌(柳邦憲, 944년 2월 11일(음력 1월 15일)~ 1009년 9월 3일(음력 8월 12일))은 고려의 문신이다. 본관은 전주(全州). 자는 민칙(民則)이다. 벼슬은 문하시랑평장사(門下侍郞平章事)에 이르렀다. 시호는 정간(貞簡)이다.

## 생애
전주(全州)의 승화현(承化縣) 출신이다. 향공진사(鄕貢進士)를 거쳐 972년(광종 23) 예부시(禮部試)에 급제한 뒤 성종 때 예부시랑(禮部侍郞)을 역임했다.
목종 때 한림학사(翰林學士)·우간의대부(右諫議大夫)로 임명되고, 1009년(현종 즉위년)에 문하시랑평장사(門下侍郞平章事)를 지내다가 같은 해 8월에 죽었다. 류방헌이 죽자 3일간 조회를 중지하였으며, 시호는 정간(貞簡)이라 하였다.
성품이 어질고 너그러웠으며, 아무리 급한 일이 있을지라도 말을 빨리 하거나 당황하는 기색을 보이지 않았고, 생업(産業)을 일삼지 않았다. 간관(諫官)으로 있을 때 누군가 그에게 오래 동안 간언하지 않는다고 책망하자, 천천히 “남의 단점을 들추어내는 것을 정직으로 여기는 일은 내가 취할 바가 아니오.”라고 대답하였다.

## 가족 관계[7]
- 증조부 : 류기휴(柳其休) - 각간(角干)
  - 조부 : 류법반(柳法攀) - 후백제의 우장군(右將軍)
    - 아버지 : 류윤겸(柳潤謙) - 대감(大監)

  - 외조부 : 이염악(李廉岳)
    - 어머니 : 승화군대부인(承化郡大夫人) 담양 이씨(潭陽李氏)
      - 부인 : 상당군대군 백씨(上黨郡大君 白氏)
        - 아들 : 류주탁(柳周鐸) - 상사봉어(尙舍奉御)
          - 손자 : 류창운(柳昶雲) - 승려로 출가함
          - 손녀 류예진(파주)

## 전기 자료
- 《고려사》 권 93, 〈열전〉 6, 류방헌
- 〈류방헌 묘지명〉(김용선 엮음, 《고려 묘지명 집성》에 수록됨)